# Pherbellia stackelbergi
Pherbellia stackelbergi är en tvåvingeart som beskrevs av Elberg 1965. Pherbellia stackelbergi ingår i släktet Pherbellia och familjen kärrflugor. Enligt den finländska rödlistan är arten otillräckligt studerad i Finland. Enligt den svenska rödlistan är arten otillräckligt studerad i Sverige. Arten förekommer i Götaland. Artens livsmiljö är våtmarker, stadsmiljö. Inga underarter finns listade i Catalogue of Life.